# جوني هكتور (لاعب كرة قدم أمريكية)
جوني هكتور (بالإنجليزية: Johnny Hector)‏ هو لاعب كرة قدم أمريكية أمريكي، ولد في 26 نوفمبر 1960 في نيو أيبيريا في الولايات المتحدة.